# Udržitelný design
Udržitelný design (nazývaný také sustainable design, ekodesign, environmental design) je přístup k vývoji výrobku v souladu s principy ekonomické, sociální a ekologické udržitelnosti.
Pojem „udržitelný design“ označuje komplexní soubor řešení, postupů a technologií, které umožňují navrhovat, vyvíjet a vyrábět produkty s minimálním dopadem na životní prostředí. Je důležité upozornit, že slovo design má v angličtině mnohem širší význam než v češtině a v tomto kontextu znamená spíše vývoj, návrh a vlastní konstruování výrobku.

## Udržitelný design "využití"
Udržitelný design se používá v řadě odvětví, přičemž ve všech slouží k navrhování, vývoji a výrobě takových produktů, které budou přispívat k celkové udržitelnosti. Například v architektuře a městském plánování se různé postupy a principy udržitelného designu používají k navrhování měst a jejich infrastruktury. Díky moderním technologiím je možné dnes města navrhovat se zřetelem na jejich budoucí růst, budoucí vývoj dopravy i rozšiřování infrastruktury. Nové postupy městského plánování využívají nejnovějších poznatků urbanistky a dopravní teorie, na jejichž základě jsou s pomocí špičkových počítačových technologií projektovány plány městské rozvoje tak, aby se maximálně využilo stávající infrastruktury a přitom současně zamezilo nekontrolovanému bujení velkoměst. Díky technologiím udržitelného designu je možné projektovat města tak, aby byla kompaktní, nabízela efektivní možnosti pro tranzitní dopravu, aby svým občanům nabízela možnost maximálně využívat chůze, jízdy na kole a veřejné dopravy, čímž by se výrazně snížila potřeba používat osobní automobily. Právě veřejná doprava je používána za formu udržitelné městské infrastruktury – jde o ucelený přístup k městskému plánování, který klade důraz na chráněné oblasti, energeticky efektivní budovy, koridory pro volně žijící zvířata a distribuovanou výrobu energie a zpracování odpadu. Ve všech těchto oblastech hraje klíčovou roli moderní počítačová energie, neboť v současném, stále složitějším světě se ukazuje, že právě díky použití vyspělých technologií jde při navrhování udržitelného prostředí významně uspořit jak finanční prostředky, tak životní prostředí již ve fázi vývoje. V souvislosti s udržitelným rozvojem měst se často zmiňuje pojem „nový urbanismus“ - to je spíše sociální a estetický směr než ekologický, nicméně stejně jako ekologové i tento směr zdůrazňuje rozmanitost využití půdy a prosazuje takový model obcí, v nichž je možné na většinu míst dojít pěšky, čímž se snižuje nutnost používat automobilové dopravy.
Plánování měst i venkovských oblastí může významně prospět, bude-li udržitelnost zahrnuta jako ústřední kritérium při plánování silnici, budov a dalších komponent zastavěného prostředí. Běžné plánování často ignoruje nebo podceňuje přirozenou konfiguraci krajiny, což může vést k možným ekologickým škodám, mezi něž patří stagnace potoků, sesuvy půdy, eroze, lokální záplavy nebo znečištění. Aplikace metod typu vědeckého modelování na plánované stavby může odhalit potenciální problémy ještě před započetím stavebních prací a tím je možné minimalizovat škody na přirozeném prostředí.
Společné bydlení neboli „cohousing“ je přístup k plánování vycházející z myšlenky zamýšlených komunit. Takové projekty často dávají přednost společnému prostoru před prostorem soukromým.
Úhrn srážek a nosná kapacita, restaurace ústí řek a pobřežních regionů, obnova zemních vod pro životnost hydrologického cyklu – všechno toto a další příležitosti v oblasti vody a životního prostředí jasně ukazují, že základ inteligentního a udržitelného růstu spočívá v ochraně a uchování vodních zdrojů. Zdrojem pro obyvatele se stává celkový úhrn srážek, který dopadne na dané území. Tento objem také určuje nosnou kapacitu, tj. počet obyvatel, které dané území dokáže z vodohospodářského hlediska zaopatřit.
K udržitelnému stylu života patří také udržitelná móda tzv. slow fashion Archivováno 5. 6. 2019 na Wayback Machine..

## Udržitelná architektura
Udržitelná architektura má k udržitelnému designu velmi úzký vztah. Je to totiž navrhování udržitelných budov. Udržitelná architektura usiluje o snížení kolektivního dopadu na životní prostředí při výrobě stavebních komponent, při samotném stavebním procesu, ale též během celého životního cyklu (vytápění, využití elektřiny, vysávání koberců atd.). Tato praxe při navrhování budov klade důraz na systémy vytápění a chlazení, dále na alternativní zdroje energie, jako je například ohřev vody prostřednictvím solárních panelů, správné situování budov, využití použitého nebo recyklovaného stavebního materiálu, lokální výroba energií, ať už v podobě solární technologie, tepelných čerpadel, větrné energie; sběr dešťové vody pro využití pro zavlažování, praní a obnovu vodonosné vrstvy; řízení odpadu, například zelené střechy, které filtrují vodu z přívalových dešťů.
Architekti, kteří se drží principů udržitelného designu, navrhují budovy se zřetelem na udržitelný životy. Oproti ekologickému projektování udržitelný design bere ohled nejen na zdravé procesy a ekologické využití materiálů, ale klade důraz i na obnovitelné energie a na zdroje, které jsou k dispozici v tom či onom místě. Testem, podle něhož se pozná udržitelná architektura, je to, zda daný návrh je energeticky soběstačný, tj. zda dokáže fungovat bez fosilních paliv a bez připojení k rozvodné elektrické síti. Jde o výzvu směřovanou architektům a plánovačům, aby se pokoušeli navrhovat taková řešení, která budou fungovat bez znečišťování – namísto aby jen snižovala spotřebu energie. S vývoje technologických procesů v architektuře a s dalším vývojem udržitelného designu lze počítat s tím, že v dohledné době budou architekti schopni navrhovat nejen pasivní domy s nulovými emisemi, ale že dokáží integrovat celý energetický systém do návrhu budovy samotné. Architekt Rolf Disch v roce 2004 vytvořil projekty Solar Settlement a Sun Ship v německém Freiburgu. Solar Settlement je prvním komplexem domů na světě, kde každý z 59 domů má pozitivní energetickou rovnováhu.
Navazujícími metodikami jsou regenerativní architektura a restorativní architektura.

## Udržitelná krajinná architektura
Udržitelná krajinná architektura je kategorií udržitelného designu a energeticky efektivního krajinářství, které se zabývá plánováním a navrhováním vnějšího prostoru. K používaným technikám patří například vysazování stromů, které stíní domy před sluncem a chrání před větrem, používání místních materiálů, lokální kompostování, které dokáže ušetřit náklady za odvoz zeleného odpadu, případně vysazování rostlin odolných proti suchu a nákup materiálů od místních dodavatelů, čímž se uspoří energie za dopravu.

## Udržitelný grafický design
Udržitelný grafický design se zaměřuje na ekologický dopad produktů grafického designu (obalů, tištěných materiálů, publikací) v rámci jejich celého životního cyklu včetně: surovin, transformace, výroby, dopravy, využití a likvidace. Udržitelný grafický design se zaměřuje hlavně na: snížení objemu materiálu potřebného k výrobě, využití papíru a materiálů získávaných z recyklovaného odpadu, tisk ekologicky-přívětivým inkoustem a používání výrobních a distribučních metod, při nichž je zapotřebí co nejméně dopravy.

## Udržitelná energie
Udržitelná energie v energetickém sektoru vychází z využití obnovitelných zdrojů energie, jako je energie solární, větrná, vodní, energie získávaná z biomasy, geotermální nebo energie získávaná z vodíkových buněk. Nejdynamičtěji se rozvíjejícím energetickým zdrojem je větrná energie: ta se v Evropě používá celá staletí, nedávno se uchytila ve Spojených státech i dalších zemích. Větrná energie se zachycuje prostřednictvím větrných turbín, které vyrábějí elektřinu, kterou posléze distribuční společnosti rozvádějí ke koncovým zákazníkům. Solární energii lze využívat prostřednictvím fotovoltaiky; solární panely se rovněž používají k ohřevu vody a představují též velmi prudce se rozšiřující energetický zdroj.
Dostupnost, potenciál a ekonomickou výhodnost primárních energetických zdrojů je třeba analyzovat hned na začátku procesu plánování v rámci komplexního energetického plánu. Tento plán musí předložit ospravedlnění potřeby i dodávky energie a analyzovat skutečné náklady a přínosy pro místní, regionální a globální prostředí. Odpovědné využití energie má zásadní význam pro udržitelný rozvoj a udržitelnou budoucnost. Řízení energií musí vyvážit rozumnou poptávku a nabídku energie. Součástí celého procesu je povědomí o využití energie, konzervace energie, energetická účinnost a využití primárních energetických zdrojů.

## Udržitelné technologie
Udržitelné technologie využívají méně energie, méně omezených zdrojů, nevyčerpávají přírodní zdroje, neznečišťují životní prostředí přímo ani nepřímo a na konci jejich životního cyklu je lze použít znovu nebo recyklovat. Pojem „udržitelné technologie“ se značně překrývá s pojmem „vhodné technologie“, který zdůrazňuje vhodnost technologie pro daný kontext, zejména s ohledem na potřeby lidí v rozvojových zemích. Nicméně ne vždy platí, že ta nejvhodnější technologie bude nejvíc udržitelná; na druhé straně udržitelná technologie se může vyznačovat příliš vysokými náklady na pořízení nebo vysokými nároky na údržbu a proto nemůže být označena za vhodnou.